# Linie van de Oranjepolder
De Linie van de Oranjepolder was een onderdeel van de Staats-Spaanse Linies in West-Zeeuws-Vlaanderen.
Het betrof feitelijk de oostdijk van de Mauritspolder bij IJzendijke, die in 1614 werd bedijkt, en de zuiddijk van de Oranjepolder tussen IJzendijke en Biervliet, die in 1618 werd ingedijkt. Dit gebeurde tijdens het Twaalfjarig Bestand. Met de aanleg van de Linies moest het IJzendijkse Gat worden verdedigd. Toen echter in 1740, 1774 en 1776 de drie delen van de Zachariaspolder werden aangelegd, verdween deze zeearm en had de Linie geen betekenis meer. Ze werd opgeheven en is sindsdien niet meer in het landschap terug te vinden.